# Каннелбург (Індіана)
Каннелбург (англ. Cannelburg) — місто (англ. town) в США, в окрузі Дейвісс штату Індіана. Населення — 176 осіб (2020).

## Географія
Каннелбург розташований за координатами 38°40′4″ пн. ш. 86°59′50″ зх. д. / 38.66778° пн. ш. 86.99722° зх. д. (38.667775, -86.997240).  За даними Бюро перепису населення США в 2010 році місто мало площу 0,49 км², уся площа — суходіл.

## Демографія
Згідно з переписом 2010 року, у місті мешкало 135 осіб у 57 домогосподарствах у складі 41 родини. Густота населення становила 276 осіб/км².  Було 58 помешкань (119/км²).
Расовий склад населення:
| - 99,3 % — білих |

До двох чи більше рас належало 0,7 %. Частка іспаномовних становила 0,7 % від усіх жителів.
За віковим діапазоном населення розподілялося таким чином: 21,5 % — особи молодші 18 років, 58,5 % — особи у віці 18—64 років, 20,0 % — особи у віці 65 років та старші. Медіана віку мешканця становила 44,2 року. На 100 осіб жіночої статі у місті припадало 114,3 чоловіків;  на 100 жінок у віці від 18 років та старших — 116,3 чоловіків також старших 18 років.
Середній дохід на одне домашнє господарство  становив 61 700 доларів США (медіана — 59 167), а середній дохід на одну сім'ю — 67 302 долари (медіана — 66 667). За межею бідності перебувало 19,2 % осіб, у тому числі 29,4 % дітей у віці до 18 років та 11,1 % осіб у віці 65 років та старших.
Цивільне працевлаштоване населення становило 90 осіб. Основні галузі зайнятості: виробництво — 28,9 %, освіта, охорона здоров'я та соціальна допомога — 16,7 %, роздрібна торгівля — 12,2 %, мистецтво, розваги та відпочинок — 8,9 %.